# فالتورتا (لومبارديا)
فالتورتا (بالإيطالية: Valtorta, Lombardy)‏ هي كومونا تقع في إيطاليا في مقاطعة بيرغامو. يقدر عدد سكانها بـ 331 نسمة ومساحتها 30.5 كم2 وترتفع عن سطح البحر 935 متر.

## السكان
في سنة 1861 بلغ عدد السكان 800 نسمة، وتطور العدد ليصل في سنة 2011 لـ 292 نسمة.
يظهر هذا المخطط البياني تطور النمو السكاني لـ فالتورتا (لومبارديا)